# Агацума, Хиромицу
Хиромицу Агацума (яп. 上妻 宏光 Агацума Хиромицу, род. 27 июля 1973, Хитати, префектура Ибараки) — японский музыкант.

## Биография
Занимался музыкой с шести лет, учась играть на инструменте «цугару-дзямисэн». В 14 лет, в 1988 году получил свой первый приз на «All-Japan Tsugaru Shamisen Competition», а после и в 1995 и 1996 году. Несмотря на то, что на его долю пришлось немало славы за эти годы, музыкант не останавливался на достигнутом. Агацума не только продолжал изучать этнические аспекты своего любимого инструмента, но также экспериментировал по жанровой части, пытался сплавить несколько музыкальных жанров в один и создать свой уникальный стиль.
В сентябре 2001 года лейбл Toshiba EMI выпустил его первый альбом, который назывался «Agatsuma». Это сплав из пяти традиционных направлений и пяти собственных, уникальных. Альбом победил в номинации «Альбом традиционной японской музыки года» на 16-й японской церемонии «Japan Gold Disc Awards». Для второго своего альбома, «BEAMS», выпущенного в 2002 году, Агацума записал 10 оригинальных композиций, выводящих совершенно на иной уровень звучание инструмента цугару. Этот альбом впоследствии был выпущен в Америке студией Domo Records в 2003 году и стал американским дебютом музыканта.
В том же 2003 году Агацума провёл тур, состоящий из пяти концертов в Бостоне, Нью-Йорке, Виндсоре и Балтиморе. В марте 2003 года он выпустил ещё один альбом, но уже в традиционном для сямисэна стиле. Этот альбом, «Classics», включал в себя, помимо прочего, треки, записанные вживую в нью-йоркской церкви.
В 2008 году Агацума посетил Россию. Он выступил в Концертном зале РАМ имени Гнесиных, исполнив не только сольные произведения, но и смешанные, в том числе дуэтом с одним из лучших российских исполнителей игры на балалайке Дмитрием Калининым.
На сегодняшний день на счету музыканта более ста ежегодных концертов и выступлений на телевидении и радио, как в Японии, так и за её пределами. Агацума продолжает следовать своей идее исследования цугару-дзямисэна, открытия новых жанров, в которых можно играть на этом традиционном японском инструменте. Агацума выступал вместе с музыкантами со всего мира: Маркусом Миллером, Ларри Корьеллом, Наной Вашконселуш, Сареной Джонс, Дмитрием Калининым (балалайка) и другими.

## Дискография
- 2001 — Agatsuma
- 2002 — Beams (Agatsuma 2)
- 2002 — New Asia
- 2002 — KoKoRo-Dozen Hearts
- 2003 — Classics (Agatsuma 3)
- 2003 — New Asia II
- 2004 — Beyond
- 2005 — Eien no Uta- Eternal Songs
- 2006 — En
- 2007 — Soufuu
- 2008 — Agatsuma Plays Standards
- 2010 — Jukki (十季)
- 2012 — KUSABI (楔)
- 2014 — GEN (源)